# 3186 Manuilova
3186 Manuilova eller 1973 SD3 är en asteroid i huvudbältet som upptäcktes den 22 september 1973 av den rysk-sovjetiske astronomen Nikolaj Tjernych vid Krims astrofysiska observatorium på Krim. Den har fått sitt namn efter Olga Maksimilianovna Manuilova.
Asteroiden har en diameter på ungefär 13 kilometer och den tillhör asteroidgruppen Themis.